# Francis Crawford Burkitt
Francis Crawford Burkitt (n. 3 septembrie 1864 – d. 1935) a fost teolog britanic și academician.

## Biografie
Francis Crawford Burkitt a fost educat la Harrow School și Trinity College. Studiază mai întâi matematica la Cambridge, apoi istoria religiilor. Devine unul din marii specialiști în istoria creștinismului primar. A fost profesor de religie la University of Cambridge. Ca teolog scrie un mare număr de lucrări de mare răsunet privind raporturile creștinismului cu ereziile și curentele filosofice și religioase din primele secole ale erei noastre.

## Traduceri în limba română
- Francis C. Burkitt, Biserica și gnoza. Un studiu asupra gândirii și speculației creștine din secolul al doilea, Traducere și îngrijire ediție: Alexandru Anghel, Editura Herald, Colecția Fiat Lux, București, 2008, 192 p., ISBN: 978-973-111-057-8

1. 1 2 3  Autoritatea BnF, accesat în 10 octombrie 2015
2. 1 2  Francis Crawford Burkitt, SNAC, accesat în 9 octombrie 2017
3. ↑  Czech National Authority Database, accesat în 10 martie 2024
4. 1 2   https://archivesearch.lib.cam.ac.uk/agents/people/6374 Lipsește sau este vid: |title= (ajutor)
5. ↑   https://www.thebritishacademy.ac.uk/fellows/francis-crawford-burkitt-FBA/ Lipsește sau este vid: |title= (ajutor)